# Campeonato Mundial Femenino de Futsal de 2013 (AMF)
El segundo Campeonato Mundial Femenino de Futsal de la AMF se disputó en Colombia, desde el 7 de noviembre de 2013. El torneo fue organizado por la Federación Colombiana de Fútbol de Salón (Fecolfutsalon) y la Asociación Mundial de Futsal (AMF). En este certamen participaron 16 selecciones nacionales y su sede fue la ciudad de Barrancabermeja.

## Elección de la sede
- Colombia:[2][3]

La Federación Colombiana de Fútbol de Salón recibió tres candidaturas de los departamentos de la región colombiana con sus respectivos municipios:
- Bolívar:  Cartagena
- Santander:  Barrancabermeja
- Quindío:  Armenia

Al final el presidente de la Federación Colombiana, Manuel Sánchez Aguirre manifestó que Barrancabermeja sería la sede principal del mundial femenino.

## Sede
La sede en la que se desarrollaron todos los enfrentamientos de cada fase fue el Coliseo Luis Fernando Castellanos de Barrancabermeja, Santander, en Colombia.
| Barrancabermeja                   |
| Coliseo Luis Fernando Castellanos |
| Capacidad: 7.000                  |
|                                   |

## Sistema de juego
Divididos en 4 grupos, los 16 equipos se enfrentarán entre sí en tres fechas clasificándose los 2 mejores de cada grupo por puntos obtenidos. Con un total de 8 equipos clasificados a cuartos de final se enfrentarán en eliminación directa en 4 llaves; los ganadores de cada llave se enfrentarán en semifinales para definir los dos mejores equipos del mundial para jugar la gran Final y obtener el título de campeonas.

## Equipos participantes
En cursiva, los equipos debutantes.
En negrita, el equipo anfitrión.
| Confederación                                                    | Selección                               |
| ---------------------------------------------------------------- | --------------------------------------- |
| CSFS (Sudamérica) (6 cupos)                                      | Colombia (Anfitrión) (3.er puesto) 2008 |
| CSFS (Sudamérica) (6 cupos)                                      | Argentina                               |
| CSFS (Sudamérica) (6 cupos)                                      | Brasil                                  |
| CSFS (Sudamérica) (6 cupos)                                      | Paraguay                                |
| CSFS (Sudamérica) (6 cupos)                                      | Uruguay                                 |
| CSFS (Sudamérica) (6 cupos)                                      | Venezuela                               |
| UEFS (Europa) (4 cupos)                                          | Cataluña (Campeón) 2008                 |
| UEFS (Europa) (4 cupos)                                          | Italia                                  |
| UEFS (Europa) (4 cupos)                                          | República Checa                         |
| UEFS (Europa) (4 cupos)                                          | Rusia (4.to puesto) 2008                |
| CONCACFUTSAL (Norteamérica, Centroamérica y El Caribe) (3 cupos) | Canadá                                  |
| CONCACFUTSAL (Norteamérica, Centroamérica y El Caribe) (3 cupos) | El Salvador                             |
| CONCACFUTSAL (Norteamérica, Centroamérica y El Caribe) (3 cupos) | Estados Unidos                          |
| CAFUSA (África) (1 cupo)                                         | Marruecos                               |
| CAFS (Asia) (1 cupo)                                             | República de China                      |
| OFC (Oceanía) (1 cupo)                                           | Australia                               |

## Sorteo

### Líneas
El sorteo se llevó a cabo en 2013.
| Línea 1                           | Línea 2                                      | Línea 3                             | Línea 4                                          |
| --------------------------------- | -------------------------------------------- | ----------------------------------- | ------------------------------------------------ |
| Colombia Cataluña Argentina Rusia | Venezuela Paraguay Australia República Checa | Brasil Canadá Estados Unidos Italia | Marruecos El Salvador Uruguay República de China |

### Grupos
Tras el sorteo, los grupos quedaron de la siguiente manera:
| Grupo A                             | Grupo B                           | Grupo C                                  | Grupo D                                              |
| ----------------------------------- | --------------------------------- | ---------------------------------------- | ---------------------------------------------------- |
| Colombia Australia Canadá Marruecos | Cataluña Venezuela Italia Uruguay | Rusia Paraguay Brasil República de China | Argentina República Checa Estados Unidos El Salvador |

## Primera fase

### Grupo A
| Grupo A   | Pts | J | G | E | P | GF | GC | Dif |
| --------- | --- | - | - | - | - | -- | -- | --- |
| Colombia  | 6   | 3 | 3 | 0 | 0 | 37 | 0  | +37 |
| Australia | 4   | 3 | 2 | 0 | 1 | 16 | 6  | +10 |
| Canadá    | 1   | 3 | 0 | 1 | 2 | 6  | 29 | -23 |
| Marruecos | 1   | 3 | 0 | 1 | 2 | 5  | 29 | -24 |

| 8 de noviembre de 2013 | Australia                                         | 8:0     | Marruecos | Coliseo Luis Fernando Castellanos, Barrancabermeja                    |                                                                       |
| 15:30                  | Walker · Perfilio · Bain · Banks · Caitlin Jarvie | Reporte |           | Árbitro(s): Alfredo Pérez ( Colombia) y Phillip Dor ( Estados Unidos) | Árbitro(s): Alfredo Pérez ( Colombia) y Phillip Dor ( Estados Unidos) |

| 7 de noviembre de 2013 | Colombia | 16:0 (6:0) | Canadá | Coliseo Luis Fernando Castellanos, Barrancabermeja                   |                                                                      |
| 20:00                  | Shandira Wright · Paula Botero · Yurika Mármol · Natalia Riveros · Paola Estrada · Ingrid Jaramillo · Andrea Garzon | Reporte    |        | Árbitro(s): Florêncio Conceição ( Brasil) y Mariano Garcés ( España) | Árbitro(s): Florêncio Conceição ( Brasil) y Mariano Garcés ( España) |

| 9 de noviembre de 2013 | Canadá                                          | 5:5     | Marruecos                                                       | Coliseo Luis Fernando Castellanos, Barrancabermeja                 |                                                                    |
| 15:30                  | Nicole Carvallo · Mónica Cordero · Keyla Moreno | Reporte | Bassira Moudou · Nassi Dalila · Amarrvur Hakimi · Kaovang Sayta | Árbitro(s): Gasparo Franco ( Italia) y Jorge Paladines ( Paraguay) | Árbitro(s): Gasparo Franco ( Italia) y Jorge Paladines ( Paraguay) |

| 9 de noviembre de 2013 | Colombia                                                                                         | 5:0 (0:0) | Australia | Coliseo Luis Fernando Castellanos, Barrancabermeja                     |                                                                        |
| 20:00                  | (en c.)Jade Banks · 27'Natalia Riveros · 28'Paula Botero · 31'Andrea Garzón · 34'Shandira Wright | Reporte   |           | Árbitro(s): Claudia Correa ( Uruguay) y Phillipe Dor ( Estados Unidos) | Árbitro(s): Claudia Correa ( Uruguay) y Phillipe Dor ( Estados Unidos) |

| 11 de noviembre de 2013 | Australia | 8:1 (2:0) | Canadá            | Coliseo Luis Fernando Castellanos, Barrancabermeja                   |                                                                      |
| 14:00                   | 12' 21'Caitlin Jarvie · 14'Fabiana Perfilio · 23'Isabella Walkfer · 27'Jade Banks · 28' 29'Kate Lutkins · 32'Jodie Baien | Reporte   | Ashley Osorio 27' | Árbitro(s): Javier Petrino ( Argentina) y Marcos Álvarez ( Colombia) | Árbitro(s): Javier Petrino ( Argentina) y Marcos Álvarez ( Colombia) |

| 11 de noviembre de 2013 | Colombia | 16:0 (9:0) | Marruecos | Coliseo Luis Fernando Castellanos, Barrancabermeja                 |                                                                    |
| 20:00                   | Paula Botero · Natalia Riveros · Marcela Calderon · Yurika Marmól · Ingrid Jaramillo · Leidy Calderón · Andrea Garzón | Reporte    |           | Árbitro(s): Javier Petrino ( Argentina) y Mark Álvarez ( Colombia) | Árbitro(s): Javier Petrino ( Argentina) y Mark Álvarez ( Colombia) |

### Grupo B
| Grupo B   | Pts | J | G | E | P | GF | GC | Dif |
| --------- | --- | - | - | - | - | -- | -- | --- |
| Venezuela | 6   | 3 | 3 | 0 | 0 | 20 | 1  | +19 |
| Cataluña  | 4   | 3 | 2 | 0 | 1 | 8  | 2  | +6  |
| Italia    | 1   | 3 | 0 | 1 | 2 | 3  | 13 | -10 |
| Uruguay   | 1   | 3 | 0 | 1 | 2 | 2  | 17 | -15 |

| 7 de noviembre de 2013 | Venezuela                                                                                           | 11:0 (8:0) | Uruguay | Coliseo Luis Fernando Castellanos, Barrancabermeja                        |                                                                           |
| 15:30                  | Mikilena Romero 1' 14' 19' · Yucelis Camargo 4' 14' · Alejandra Prieto 9' · Yulenis Hernández 12' · | Reporte    |         | Árbitro(s): Javier Petrino ( Argentina) y Fabio Giménez Ángel ( Paraguay) | Árbitro(s): Javier Petrino ( Argentina) y Fabio Giménez Ángel ( Paraguay) |

| 7 de noviembre de 2013 | Cataluña                                                                                   | 4:0     | Italia | Coliseo Luis Fernando Castellanos, Barrancabermeja                      |                                                                         |
| 18:30                  | Beatriz Lerena Alonso · Laia Rodríguez Tormo · Sheila Barrull Santoro · Anna Munné Colomer | Reporte |        | Árbitro(s): Claudia Correa ( Uruguay) y Ana Milena Espinoza ( Colombia) | Árbitro(s): Claudia Correa ( Uruguay) y Ana Milena Espinoza ( Colombia) |

| 9 de noviembre de 2013 | Italia                              | 2:2 (1:1) | Uruguay                             | Coliseo Luis Fernando Castellanos, Barrancabermeja                   |                                                                      |
| 14:00                  | 5'Gaia Tombolini · 36'Arianna Rossi | Reporte   | Paula Novo 13' · Andrea Pereira 25' | Árbitro(s): Octavio Perdomo ( Colombia) y Luz Dary Campo ( Colombia) | Árbitro(s): Octavio Perdomo ( Colombia) y Luz Dary Campo ( Colombia) |

| 9 de noviembre de 2013 | Cataluña | 0:2 (0:1) | Venezuela                                   | Coliseo Luis Fernando Castellanos, Barrancabermeja                      |                                                                         |
| 18:30                  |          | Reporte   | Yessica Rodríguez 16' · Yucelis Camargo 23' | Árbitro(s): Javier Petrino ( Argentina) y Florêncio Conceição ( Brasil) | Árbitro(s): Javier Petrino ( Argentina) y Florêncio Conceição ( Brasil) |

| 11 de noviembre de 2013 | Venezuela                                                                      | 7:1     | Italia         | Coliseo Luis Fernando Castellanos, Barrancabermeja                |                                                                   |
| 15:30                   | Yessica Rodríguez · Yulenis Hernández · Alejandra Prieto · Estefanía Rodríguez | Reporte | Gaia Tombolini | Árbitro(s): Carlos Pérez ( Colombia) y Sergio Lizcano ( Colombia) | Árbitro(s): Carlos Pérez ( Colombia) y Sergio Lizcano ( Colombia) |

| 11 de noviembre de 2013 | Cataluña | 4:0     | Uruguay | Coliseo Luis Fernando Castellanos, Barrancabermeja |  |
| 18:30                   |          | Reporte |         |                                                    |  |

### Grupo C
| Grupo C            | Pts | J | G | E | P | GF | GC | Dif |
| ------------------ | --- | - | - | - | - | -- | -- | --- |
| Paraguay           | 4   | 3 | 2 | 0 | 1 | 8  | 5  | +3  |
| República de China | 4   | 3 | 2 | 0 | 1 | 8  | 5  | +3  |
| Rusia              | 4   | 3 | 2 | 0 | 1 | 6  | 5  | +1  |
| Brasil             | 0   | 3 | 0 | 0 | 3 | 6  | 13 | -7  |

| 8 de noviembre de 2013 | Paraguay                                                     | 3:2 (1:1) | República de China                | Coliseo Luis Fernando Castellanos, Barrancabermeja                      |                                                                         |
| 14:00                  | Silvia Getto 36' · Anabel Rodríguez 11' · Noelia Barrios 36' | Reporte   | 11'Shieh I – Ling · 34'Lin Yu-Hui | Árbitro(s): Florêncio Conceição ( Brasil) y Javier Petrino ( Argentina) | Árbitro(s): Florêncio Conceição ( Brasil) y Javier Petrino ( Argentina) |

| 8 de noviembre de 2013 | Rusia                                       | 4:3 (1:1) | Brasil                                                  | Coliseo Luis Fernando Castellanos, Barrancabermeja                                 |                                                                                    |
| 20:00                  | Merkolova · Zhuraleva · Usenko · Prudnikova | Reporte   | Cristina Miquelino · Claudete Silva · Eliana Dos Santos | Árbitro(s): Jesús Antonio Villarraga ( Colombia) y Ana Milena Espinosa ( Colombia) | Árbitro(s): Jesús Antonio Villarraga ( Colombia) y Ana Milena Espinosa ( Colombia) |

| 10 de noviembre de 2013 | Brasil                                 | 2:5     | República de China                                       | Coliseo Luis Fernando Castellanos, Barrancabermeja                                 |                                                                                    |
| 15:30                   | (en c.)Tsai Ming-Jung · Suzana Pereira | Reporte | Pei-Ling Chiang · Yi-Chi Lee · I-ling Shieh · Yu-Hui Lin | Árbitro(s): Jesús Antonio Villarraga ( Colombia) y Fabio Giménez Ángel ( Paraguay) | Árbitro(s): Jesús Antonio Villarraga ( Colombia) y Fabio Giménez Ángel ( Paraguay) |

| 10 de noviembre de 2013 | Rusia                                       | 2:1 (0:1) | Paraguay                           | Coliseo Luis Fernando Castellanos, Barrancabermeja                    |                                                                       |
| 18:30                   | 41'Merkolova Elena · 39'Prudnikova Kristina | Reporte   | Silvia Getto 13' · Myriam Vela 32' | Árbitro(s): Claudia Correa ( Uruguay) y Phillip Dor ( Estados Unidos) | Árbitro(s): Claudia Correa ( Uruguay) y Phillip Dor ( Estados Unidos) |

| 12 de noviembre de 2013 | Rusia | 0:1 (0:0) | República de China | Coliseo Luis Fernando Castellanos, Barrancabermeja                           |                                                                              |
| 15:30                   |       | Reporte   | I – LingShieh 40'  | Árbitro(s): Jesús Antonio Villarraga ( Colombia) y Alfredo Pérez ( Colombia) | Árbitro(s): Jesús Antonio Villarraga ( Colombia) y Alfredo Pérez ( Colombia) |

| 12 de noviembre de 2013 | Paraguay                                             | 4:1 (1:1) | Brasil             | Coliseo Luis Fernando Castellanos, Barrancabermeja                 |                                                                    |
| 18:30                   | Noelia Barrios · Anabel Rodríguez · Angélica Vásquez | Reporte   | Cristina Maquelino | Árbitro(s): Javier Petrino ( Argentina) y Mariano Garcés ( España) | Árbitro(s): Javier Petrino ( Argentina) y Mariano Garcés ( España) |

### Grupo D
| Grupo D         | Pts | J | G | E | P | GF | GC | Dif |
| --------------- | --- | - | - | - | - | -- | -- | --- |
| República Checa | 5   | 3 | 2 | 1 | 0 | 14 | 6  | +8  |
| Argentina       | 3   | 3 | 1 | 1 | 1 | 10 | 6  | +4  |
| Estados Unidos  | 2   | 3 | 1 | 0 | 2 | 7  | 12 | -5  |
| El Salvador     | 2   | 3 | 1 | 0 | 2 | 11 | 18 | -7  |

| 7 de noviembre de 2013 | República Checa                                                                                                   | 7:3 (4:1) | El Salvador                                                  | Coliseo Luis Fernando Castellanos, Barrancabermeja                         |                                                                            |
| 14:00                  | Sarka Holeckova 22' 29' 75' · Jitika Chlastakova 8' · Petra Divisova 23' · Sara Pizakova 56' · Klara Kahynova 58' | Reporte   | Debbie Gómez 8' · Estefani Rivas 45' · Alejandra Herrera 52' | Árbitro(s): Jesús Antonio Villarraga ( Colombia) y Alex Tovar ( Venezuela) | Árbitro(s): Jesús Antonio Villarraga ( Colombia) y Alex Tovar ( Venezuela) |

| 8 de noviembre de 2013 | Argentina | 1:2     | Estados Unidos | Coliseo Luis Fernando Castellanos, Barrancabermeja                      |                                                                         |
| 18:30                  |           | Reporte |                | Árbitro(s): Claudia Correa ( Uruguay) y Fabio Giménez Ángel ( Paraguay) | Árbitro(s): Claudia Correa ( Uruguay) y Fabio Giménez Ángel ( Paraguay) |

| 10 de noviembre de 2013 | Estados Unidos | 4:6     | El Salvador | Coliseo Luis Fernando Castellanos, Barrancabermeja                   |                                                                      |
| 14:00                   |                | Reporte |             | Árbitro(s): Sergio Lizcano ( Colombia) y Octavio Perdomo ( Colombia) | Árbitro(s): Sergio Lizcano ( Colombia) y Octavio Perdomo ( Colombia) |

| 10 de noviembre de 2013 | Argentina | 2:2     | República Checa | Coliseo Luis Fernando Castellanos, Barrancabermeja                    |                                                                       |
| 20:00                   |           | Reporte |                 | Árbitro(s): Marciano Garcés ( España) y Florêncio Conceição ( Brasil) | Árbitro(s): Marciano Garcés ( España) y Florêncio Conceição ( Brasil) |

| 12 de noviembre de 2013 | Argentina                                                                  | 7:2 (4:1) | El Salvador      | Coliseo Luis Fernando Castellanos, Barrancabermeja                          |                                                                             |
| 14:00                   | Ana Ontiveros · María Argento · Paula Leiva · María Pintos · Jimena Blanco | Reporte   | Karen Landaverde | Árbitro(s): Phillip Dor ( Estados Unidos) y Fabio Giménez Ángel ( Paraguay) | Árbitro(s): Phillip Dor ( Estados Unidos) y Fabio Giménez Ángel ( Paraguay) |

| 12 de noviembre de 2013 | República Checa                                                      | 5:1     | Estados Unidos | Coliseo Luis Fernando Castellanos, Barrancabermeja                   |                                                                      |
| 20:00                   | Klara Kahynova · Jitka Chlastáková · Petra Divisova · Barbora Hylova | Reporte | Rossana Kamal  | Árbitro(s): Octavio Perdomo ( Colombia) y Sergio Lizcano ( Colombia) | Árbitro(s): Octavio Perdomo ( Colombia) y Sergio Lizcano ( Colombia) |

## Fase final

### Cuadro General
|  | Cuartos de final     | Cuartos de final     |                 |           | Semifinales     | Semifinales     |           |              | Final           | Final           |  |
|  | 13 y 14 de noviembre | 13 y 14 de noviembre |                 |           | 15 de noviembre | 15 de noviembre |           |              | 16 de noviembre | 16 de noviembre |  |
|  |                      |                      |                 |           |                 |                 |           |              |                 |                 |  |
|  |                      |                      |                 |           |                 |                 |           |              |                 |                 |  |
|  | Colombia             | 4                    |                 |           |                 |                 |           |              |                 |                 |  |
|  | Colombia             | 4                    |                 |           |                 |                 |           |              |                 |                 |  |
|  | Cataluña             | 0                    |                 |           |                 |                 |           |              |                 |                 |  |
|  | Cataluña             | 0                    |                 | Colombia  | 5               |                 |           |              |                 |                 |  |
|  |                      |                      |                 | Colombia  | 5               |                 |           |              |                 |                 |  |
|  |                      |                      | Argentina       | 0         |                 |                 |           |              |                 |                 |  |
|  | Paraguay             | 3                    | Argentina       | 0         |                 |                 |           |              |                 |                 |  |
|  | Paraguay             | 3                    |                 |           |                 |                 |           |              |                 |                 |  |
|  | Argentina            | 4                    |                 |           |                 |                 |           |              |                 |                 |  |
|  | Argentina            | 4                    |                 |           |                 |                 |           | Colombia     | 3               |                 |  |
|  |                      |                      |                 |           |                 |                 |           | Colombia     | 3               |                 |  |
|  |                      |                      | Venezuela       | 2         |                 |                 |           |              |                 |                 |  |
|  | Venezuela            | 6                    | Venezuela       | 2         |                 |                 |           |              |                 |                 |  |
|  | Venezuela            | 6                    |                 |           |                 |                 |           |              |                 |                 |  |
|  | Australia            | 2                    |                 |           |                 |                 |           |              |                 |                 |  |
|  | Australia            | 2                    |                 | Venezuela | 1               |                 |           | Tercer lugar | Tercer lugar    |                 |  |
|  |                      |                      |                 | Venezuela | 1               |                 |           | Tercer lugar | Tercer lugar    |                 |  |
|  |                      |                      | República Checa | 0         |                 |                 |           |              |                 |                 |  |
|  | República Checa      | 8                    | República Checa | 0         |                 |                 | Argentina | 3            |                 |                 |  |
|  | República Checa      | 8                    |                 |           |                 |                 | Argentina | 3            |                 |                 |  |
|  | República de China   | 3                    |                 |           |                 |                 |           |              | República Checa | 4               |  |
|  | República de China   | 3                    |                 |           |                 |                 |           |              | República Checa | 4               |  |
|  |                      |                      |                 |           |                 |                 |           |              |                 |                 |  |

### Cuartos de final
| 13 de noviembre de 2013 | Venezuela                                      | 6:2 (3:1) | Australia        | Coliseo Luis Fernando Castellanos, Barrancabermeja                           |                                                                              |
| 18:30                   | Astrid Romero · Carla Romero · Yucelis Camargo | Reporte   | Fabiana Perfilio | Árbitro(s): Jesús Antonio Villarraga ( Colombia) y Alfredo Pérez ( Colombia) | Árbitro(s): Jesús Antonio Villarraga ( Colombia) y Alfredo Pérez ( Colombia) |

| 13 de noviembre de 2013 | Colombia                                                          | 4:0 (3:0) | Cataluña | Coliseo Luis Fernando Castellanos, Barrancabermeja                        |                                                                           |
| 20:00                   | Shandira Wriight · Natalia Riveros · Paula Botero · Andrea Garzón | Reporte   |          | Árbitro(s): Florêncio Conceição ( Brasil) y Phillip Dor ( Estados Unidos) | Árbitro(s): Florêncio Conceição ( Brasil) y Phillip Dor ( Estados Unidos) |

| 14 de noviembre de 2013 | Paraguay                                     | 3:4 (0:3) | Argentina                                     | Coliseo Luis Fernando Castellanos, Barrancabermeja                    |                                                                       |
| 18:30                   | Anabel Rodríguez · Mara Rolón · Ana González | Reporte   | Ana Ontiveros · Jimena Blanco · Maria Argento | Árbitro(s): Phillip Dor ( Estados Unidos) y Claudia Correa ( Uruguay) | Árbitro(s): Phillip Dor ( Estados Unidos) y Claudia Correa ( Uruguay) |

| 14 de noviembre de 2013 | República Checa | 8:3 (5:2) | República de China                               | Coliseo Luis Fernando Castellanos, Barrancabermeja                   |                                                                      |
| 20:00                   | Jitka Chlastáková · Adela Zehererova · Sarka Holeckova · Adela Ondraskova · Petra Divisova · Sara Pizakova · Klara Kahynova | Reporte   | Shieh I – Ling · Yu-Hui Lin · Huang Siang – Ling | Árbitro(s): Octavio Perdomo ( Colombia) y Sergio Lizcano ( Colombia) | Árbitro(s): Octavio Perdomo ( Colombia) y Sergio Lizcano ( Colombia) |

### Semifinal
| 15 de noviembre de 2013 | Venezuela           | 1:0     | República Checa | Coliseo Luis Fernando Castellanos, Barrancabermeja                        |                                                                           |
| 18:30                   | Marinel Arguinzonez | Reporte |                 | Árbitro(s): Javier Petrino ( Argentina) y Fabio Giménez Ángel ( Paraguay) | Árbitro(s): Javier Petrino ( Argentina) y Fabio Giménez Ángel ( Paraguay) |

| 15 de noviembre de 2013 | Colombia                                         | 5:0 (4:0) | Argentina | Coliseo Luis Fernando Castellanos, Barrancabermeja                   |                                                                      |
| 20:00                   | Shandira Wright · Paula Botero · Natalia Riveros | Reporte   |           | Árbitro(s): Florêncio Conceição ( Brasil) y Mariano Garcés ( España) | Árbitro(s): Florêncio Conceição ( Brasil) y Mariano Garcés ( España) |

### Tercer lugar
| 16 de noviembre de 2013 | Argentina                               | 3:4 (1:1) | República Checa                                                                    | Coliseo Luis Fernando Castellanos, Barrancabermeja                  |                                                                     |
| 18:30                   | 2' 35'Jimena Blanco · Alejandra Argento | Reporte   | Sara Pizakova 8' · Lenka Steffanova 31' · Petra Divisova 33' · Sarka Holeckova 39' | Árbitro(s): Ana Espinosa ( Argentina) y Octavio Perdomo ( Colombia) | Árbitro(s): Ana Espinosa ( Argentina) y Octavio Perdomo ( Colombia) |

### Final
| 16 de noviembre de 2013 | Colombia                                       | 3:2 (2:1) | Venezuela                           | Coliseo Luis Fernando Castellanos, Barrancabermeja                                                       | |
| 20:00                   | Andrea Garzón · Shandira Wright · Paula Botero | Reporte   | Yucelis Camargo · Yessica Rodríguez | Asistencia: 3.600 espectadores Árbitro(s): Javier Petrino ( Argentina) y Fabio Giménez Ángel ( Paraguay) | Asistencia: 3.600 espectadores Árbitro(s): Javier Petrino ( Argentina) y Fabio Giménez Ángel ( Paraguay) |

|                              |
| Bandera de Colombia          |
| Campeón Colombia 1°er título |

## Tabla general
| Pos. | Equipo             | Pts | J | G | E | P | GF | GC | Dif. | Rend. |
| ---- | ------------------ | --- | - | - | - | - | -- | -- | ---- | ----- |
| 1    | Colombia           | 12  | 6 | 6 | 0 | 0 | 49 | 2  | +47  | 100%  |
| 2    | Venezuela          | 10  | 6 | 5 | 0 | 1 | 29 | 6  | +23  | 83,3% |
| 3    | República Checa    | 9   | 6 | 4 | 1 | 1 | 26 | 13 | +13  | 75%   |
| 4    | Argentina          | 5   | 6 | 2 | 1 | 3 | 17 | 18 | -1   | 41,6% |
| 5    | Australia          | 4   | 4 | 2 | 0 | 2 | 18 | 12 | +6   | 50%   |
| 6    | Paraguay           | 4   | 4 | 2 | 0 | 2 | 11 | 9  | +2   | 50%   |
| 7    | Cataluña           | 4   | 4 | 2 | 0 | 2 | 8  | 6  | +2   | 50%   |
| 8    | República de China | 4   | 4 | 2 | 0 | 2 | 11 | 13 | -2   | 50%   |
| 9    | Rusia              | 4   | 3 | 2 | 0 | 1 | 6  | 5  | +1   | 66,6% |
| 10   | Estados Unidos     | 2   | 3 | 1 | 0 | 2 | 7  | 12 | -5   | 33,3% |
| 11   | El Salvador        | 2   | 3 | 1 | 0 | 2 | 11 | 18 | -7   | 33,3% |
| 12   | Italia             | 1   | 3 | 0 | 1 | 2 | 3  | 13 | -10  | 16,7% |
| 13   | Uruguay            | 1   | 3 | 0 | 1 | 2 | 2  | 17 | -15  | 16,7% |
| 14   | Canadá             | 1   | 3 | 0 | 1 | 2 | 6  | 29 | -23  | 16,7% |
| 15   | Marruecos          | 1   | 3 | 0 | 1 | 2 | 5  | 29 | -24  | 16,7% |
| 16   | Brasil             | 0   | 3 | 0 | 0 | 3 | 6  | 13 | -7   | 0%    |

## Premios y reconocimientos

### Goleadoras
| Jugador          | Equipo    | Goles |
| ---------------- | --------- | ----- |
| Paula Botero     | Colombia  | 15    |
| Yucelis Camargo  | Venezuela | 8     |
| Natalia Riveros  | Colombia  | 7     |
| Ingrid Jaramillo | Colombia  | 5     |
| Caitlin Jarvie   | Australia | 5     |

### Valla menos vencida
| Jugador                             | Selección | Goles |
| ----------------------------------- | --------- | ----- |
| Magaly Vergara Caicedo y Lady Bello | Colombia  | 2     |
| Marinel Arguinzones                 | Venezuela | 6     |
| Monica Jorda                        | Cataluña  | 6     |